# 田平英二
田平 英二（たびら えいじ、1933年10月28日 - 2008年7月5日）は、日本の経営者。近畿日本ツーリスト社長を務めた。

## 来歴・人物
長崎県出身。1957年に日本大学法学部政経学科を卒業し、同年に近畿日本ツーリストに入社。1990年3月に取締役、1992年5月に常務を経て、1997年3月に社長に就任。2000年9月に取締役相談役に就任し、2001年3月には相談役に就任。
2008年7月5日に心不全のために死去。74歳没